# Bundestagswahlkreis Paderborn
Der Bundestagswahlkreis Paderborn (Wahlkreis 136; bis zur Bundestagswahl 2021 Wahlkreis 137) liegt in Nordrhein-Westfalen und umfasst den Kreis Paderborn. Der Wahlkreis gilt seit jeher als eine sichere Hochburg der CDU, deren Kandidaten seit 1949 bei allen Bundestagswahlen das Direktmandat gewinnen konnten. Der Wahlkreis wurde zur Bundestagswahl 2021 neu zugeschnitten. Die zum Kreis Gütersloh gehörige Stadt Schloß Holte-Stukenbrock wechselte aus dem Wahlkreis in den Wahlkreis Höxter – Gütersloh III – Lippe II. Hierdurch änderte sich der Namen des Wahlkreises von Paderborn – Gütersloh III zu Paderborn.

## Wahlkreisgeschichte
| Wahl      | Wahlkreisname                 | Gebiet                                                                  |
| --------- | ----------------------------- | ----------------------------------------------------------------------- |
| 1949      | 45 Paderborn – Wiedenbrück    | alter Kreis Paderborn, Kreis Wiedenbrück                                |
| 1953–1961 | 104 Paderborn – Wiedenbrück   | alter Kreis Paderborn, Kreis Wiedenbrück                                |
| 1965–1976 | 106 Paderborn – Wiedenbrück   | alter Kreis Paderborn1), Kreis Wiedenbrück1) ohne die Stadt Gütersloh   |
| 1980–1998 | 107 Paderborn                 | Kreis Paderborn                                                         |
| 2002      | 138 Paderborn                 | Kreis Paderborn                                                         |
| 2005–2009 | 138 Paderborn                 | Kreis Paderborn, vom Kreis Gütersloh die Stadt Schloß Holte-Stukenbrock |
| 2013–2017 | 137 Paderborn – Gütersloh III | Kreis Paderborn, vom Kreis Gütersloh die Stadt Schloß Holte-Stukenbrock |
| 2021      | 137 Paderborn                 | Kreis Paderborn                                                         |
| 2025–     | 136 Paderborn                 | Kreis Paderborn                                                         |

1) Gebietsstand von 1974

## Wahlkreisabgeordnete
| Wahl | Abgeordneter | Abgeordneter       | Partei | Stimmen in % |
| ---- | ------------ | ------------------ | ------ | ------------ |
| 1949 |              | Maria Niggemeyer   | CDU    | 44,2         |
| 1953 | 69,3         | Maria Niggemeyer   | CDU    |              |
| 1957 |              | Rainer Barzel      | CDU    | 68,2         |
| 1961 | 64,9         | Rainer Barzel      | CDU    |              |
| 1965 | 70,3         | Rainer Barzel      | CDU    |              |
| 1969 | 66,8         | Rainer Barzel      | CDU    |              |
| 1972 | 63,9         | Rainer Barzel      | CDU    |              |
| 1976 | 66,6         | Rainer Barzel      | CDU    |              |
| 1980 |              | Heinrich Pohlmeier | CDU    | 63,9         |
| 1983 | 69,0         | Heinrich Pohlmeier | CDU    |              |
| 1987 | 61,4         | Heinrich Pohlmeier | CDU    |              |
| 1990 |              | Friedhelm Ost      | CDU    | 58,2         |
| 1994 | 56,9         | Friedhelm Ost      | CDU    |              |
| 1998 | 53,9         | Friedhelm Ost      | CDU    |              |
| 2002 |              | Gerhard Wächter    | CDU    | 53,6         |
| 2005 | 54,9         | Gerhard Wächter    | CDU    |              |
| 2009 |              | Carsten Linnemann  | CDU    | 52,1         |
| 2013 | 59,1         | Carsten Linnemann  | CDU    |              |
| 2017 | 53,3         | Carsten Linnemann  | CDU    |              |
| 2021 | 47,9         | Carsten Linnemann  | CDU    |              |
| 2025 | 45,5         | Carsten Linnemann  | CDU    |              |

## Wahlergebnisse

### Bundestagswahl 2025
| Kandidaten                      | Kandidaten                     | Parteien/Listen     | Erststimmen | Erststimmen | Zweitstimmen | Zweitstimmen |
| Kandidaten                      | Kandidaten                     | Parteien/Listen     | Stimmen     | %           | Stimmen      | %            |
| ------------------------------- | ------------------------------ | ------------------- | ----------- | ----------- | ------------ | ------------ |
|                                 | Burkhard Blienert              | SPD                 | 29.105      | 15,2        | 26.305       | 13,8         |
|                                 | Carsten Linnemanngewählt im WK | CDU                 | 86.833      | 45,5        | 71.383       | 37,3         |
|                                 | Peter Altenbernd               | GRÜNE               | 20.144      | 10,6        | 21.998       | 11,5         |
|                                 | Alexander Senn                 | FDP                 | 4.528       | 2,4         | 8.049        | 4,2          |
|                                 | Alexander Lex                  | AfD                 | 34.924      | 18,3        | 36.232       | 18,9         |
|                                 | Charlotte Antonia Neuhäuser    | Die Linke           | 11.950      | 6,3         | 13.551       | 7,1          |
|                                 | –                              | Tierschutzpartei    | –           | –           | 1.867        | 1,0          |
|                                 | Peter Salmen                   | Die PARTEI          | 3.392       | 1,8         | 1.170        | 0,6          |
|                                 | –                              | dieBasis            | –           | –           | 510          | 0,3          |
|                                 | –                              | Team Todenhöfer     | –           | –           | 285          | 0,1          |
|                                 | –                              | FREIE WÄHLER        | –           | –           | 667          | 0,3          |
|                                 | –                              | Volt                | –           | –           | 979          | 0,5          |
|                                 | –                              | MLPD                | –           | –           | 27           | 0,0          |
|                                 | –                              | PdF                 | –           | –           | 280          | 0,1          |
|                                 | –                              | BÜNDNIS DEUTSCHLAND | –           | –           | 226          | 0,1          |
|                                 | –                              | BSW                 | –           | –           | 7.567        | 4,0          |
|                                 | –                              | MERA25              | –           | –           | 41           | 0,0          |
|                                 | –                              | WerteUnion          | –           | –           | 135          | 0,1          |
| Gesamt                          | Gesamt                         | Gesamt              | 190.870     | 100         | 191.265      | 100          |
|                                 |                                |                     |             |             |              |              |
| Ungültige Stimmen               | Ungültige Stimmen              | Ungültige Stimmen   | 1.467       | 0,8         | 1.072        | 0,6          |
| Wähler                          | Wähler                         | Wähler              | 192.337     | 83,1        | 192.337      | 83,1         |
| Wahlberechtigte                 | Wahlberechtigte                | Wahlberechtigte     | 231.585     |             | 231.585      |              |
|                                 |                                |                     |             |             |              |              |
| Quellen: Die Bundeswahlleiterin |                                |                     |             |             |              |              |

### Bundestagswahl 2021
| Kandidaten                                            | Kandidaten                     | Parteien/Listen      | Erststimmen | Erststimmen | Zweitstimmen | Zweitstimmen |
| Kandidaten                                            | Kandidaten                     | Parteien/Listen      | Stimmen     | %           | Stimmen      | %            |
| ----------------------------------------------------- | ------------------------------ | -------------------- | ----------- | ----------- | ------------ | ------------ |
|                                                       | Carsten Linnemanngewählt im WK | CDU                  | 84.669      | 47,9        | 58.419       | 33,0         |
|                                                       | Burkhard Blienert              | SPD                  | 33.513      | 19,0        | 39.089       | 22,1         |
|                                                       | Roze Özmen                     | FDP                  | 9.845       | 5,6         | 21.877       | 12,4         |
|                                                       | Günter Koch                    | AfD                  | 13.152      | 7,4         | 14.360       | 8,1          |
|                                                       | Jörg Schlüter                  | GRÜNE                | 22.926      | 13,0        | 26.981       | 15,2         |
|                                                       | Martina Schu                   | DIE LINKE            | 5.532       | 3,1         | 5.858        | 3,3          |
|                                                       | Rosanna Martens                | Die PARTEI           | 3.459       | 2,0         | 1.925        | 1,1          |
|                                                       | –                              | Tierschutzpartei     | –           | –           | 1.863        | 1,1          |
|                                                       | –                              | PIRATEN              | –           | –           | 600          | 0,3          |
|                                                       | Günter Arlt                    | FREIE WÄHLER         | 1.443       | 0,8         | 1.137        | 0,6          |
|                                                       | –                              | NPD                  | –           | –           | 135          | 0,1          |
|                                                       | –                              | ÖDP                  | –           | –           | 134          | 0,1          |
|                                                       | –                              | V-Partei³            | –           | –           | 108          | 0,1          |
|                                                       | –                              | Gesundheitsforschung | –           | –           | 191          | 0,1          |
|                                                       | –                              | MLPD                 | –           | –           | 28           | 0,0          |
|                                                       | –                              | Die Humanisten       | –           | –           | 148          | 0,1          |
|                                                       | –                              | DKP                  | –           | –           | 26           | 0,0          |
|                                                       | –                              | SGP                  | –           | –           | 22           | 0,0          |
|                                                       | Anna Löper                     | dieBasis             | 2.298       | 1,3         | 2.195        | 1,2          |
|                                                       | –                              | Bündnis C            | –           | –           | 310          | 0,2          |
|                                                       | –                              | du.                  | –           | –           | 79           | 0,0          |
|                                                       | –                              | LIEBE                | –           | –           | 220          | 0,1          |
|                                                       | –                              | LKR                  | –           | –           | 37           | 0,0          |
|                                                       | –                              | PdF                  | –           | –           | 62           | 0,0          |
|                                                       | –                              | LfK                  | –           | –           | 160          | 0,1          |
|                                                       | –                              | Team Todenhöfer      | –           | –           | 523          | 0,3          |
|                                                       | –                              | Volt                 | –           | –           | 495          | 0,3          |
| Gesamt                                                | Gesamt                         | Gesamt               | 176.837     | 100         | 176.982      | 100          |
|                                                       |                                |                      |             |             |              |              |
| Ungültige Stimmen                                     | Ungültige Stimmen              | Ungültige Stimmen    | 1.540       | 0,9         | 1.395        | 0,8          |
| Wähler                                                | Wähler                         | Wähler               | 178.377     | 77,0        | 178.377      | 77,0         |
| Wahlberechtigte                                       | Wahlberechtigte                | Wahlberechtigte      | 231.534     |             | 231.534      |              |
|                                                       |                                |                      |             |             |              |              |
| Quellen: Die Bundeswahlleiterin, Kandidaten – Stimmen |                                |                      |             |             |              |              |

### Bundestagswahl 2017
Zur Wahl am 24. September 2017 wurden 23 Landeslisten zugelassen. Im Bundestagswahlkreis Paderborn – Gütersloh III wurden sieben Direktkandidaten aufgestellt. Das endgültige Ergebnis:
| Direktkandidat             | Partei               | Erststimmen in % | Zweitstimmen in % |
| -------------------------- | -------------------- | ---------------- | ----------------- |
| Carsten Linnemann          | CDU                  | 53,3             | 40,7              |
| Burkhard Blienert          | SPD                  | 19,9             | 18,9              |
| Hartmut Oster              | GRÜNE                | 6,0              | 7,3               |
| Siegfried Nowak            | DIE LINKE            | 5,1              | 6,6               |
| Andreas Kemper             | AfD                  | 9,1              | 9,9               |
| Nicola Claudia Hagemeister | FDP                  | 5,5              | 13,4              |
| Sabine Martiny             | PIRATEN              | 1,0              | 0,4               |
| -                          | NPD                  | -                | 0,2               |
| -                          | FREIE WÄHLER         | -                | 0,3               |
| -                          | Die PARTEI           | -                | 0,7               |
| -                          | Tierschutzpartei     | -                | 0,6               |
| -                          | ödp                  | -                | 0,1               |
| -                          | DKP                  | -                | 0,0               |
| -                          | MLPD                 | -                | 0,0               |
| -                          | BGE                  | -                | 0,1               |
| -                          | DiB                  | -                | 0,1               |
| -                          | DM                   | -                | 0,2               |
| -                          | V-Partei³            | -                | 0,1               |
| -                          | Volksabstimmung      | -                | 0,1               |
| -                          | SGP                  | -                | 0,0               |
| -                          | AD-Demokraten        | -                | 0,2               |
| -                          | Die Humanisten       | -                | 0,1               |
| -                          | Gesundheitsforschung | -                | 0,1               |

### Bundestagswahl 2013
Endgültiges Ergebnis der Bundestagswahl 2013:
Carsten Linnemann errang das Direktmandat. Über die Landesliste der SPD rückte auch Burkhard Blienert in den Bundestag ein.
| Direktkandidat      | Partei                | Erststimmen in % | Zweitstimmen in % |
| ------------------- | --------------------- | ---------------- | ----------------- |
| Carsten Linnemann   | CDU                   | 59,1             | 51,3              |
| Burkhard Blienert   | SPD                   | 23,2             | 23,3              |
| Kerstin Haarmann    | Bündnis 90/Die Grünen | 6,5              | 7,1               |
| Siegfried Nowak     | Die Linke             | 4,0              | 5,2               |
| Heinz Heineke       | FDP                   | 1,9              | 5,0               |
| Ramón Hansmeyer     | AfD                   | 2,0              | 3,6               |
| Sabine Martiny      | PIRATEN               | 2,2              | 2,1               |
| Martin Wibbeke      | NPD                   | 0,8              | 0,8               |
| Hans Josef Tegethof | Einzelbewerber        | 0,3              | –                 |
| –                   | Sonstige              | –                | 1,4               |

### Bundestagswahl 2009
Endgültiges Ergebnis der Bundestagswahl 2009:
| Direktkandidat    | Partei               | Erststimmen in % | Zweitstimmen in % | Bundestagswahl 2005 Zweitstimmen in % |
| ----------------- | -------------------- | ---------------- | ----------------- | ------------------------------------- |
| Carsten Linnemann | CDU                  | 52,1             | 43,0              | 49,9                                  |
| Ute Berg          | SPD                  | 25,3             | 20,5              | 27,6                                  |
| Wolfgang Klare    | FDP                  | 9,0              | 16,9              | 10,1                                  |
| Stefan Schwan     | GRÜNE                | 7,0              | 8,6               | 5,7                                   |
| Udo Strüker       | Die Linke.           | 5,5              | 6,1               | 3,7                                   |
| Eduard Plischka   | NPD                  | 1,0              | 0,8               | 0,8                                   |
| –                 | Die Tierschutzpartei | –                | 0,5               | 0,3                                   |
| –                 | Familie              | –                | 0,7               | 0,8                                   |
| –                 | REP                  | –                | 0,2               | 0,3                                   |
| –                 | Volksabstimmung      | –                | 0,1               | 0,1                                   |
| –                 | MLPD                 | –                | 0,0               | 0,0                                   |
| –                 | PSG                  | –                | 0,0               | 0,0                                   |
| –                 | Zentrum              | –                | 0,1               | 0,0                                   |
| –                 | BüSo                 | –                | 0,0               | 0,0                                   |
| –                 | DVU                  | –                | 0,1               | 0,1                                   |
| –                 | ödp                  | –                | 0,1               | 0,1                                   |
| –                 | PIRATEN              | –                | 2,0               | –                                     |
| –                 | RRP                  | –                | 0,1               | –                                     |
| –                 | RENTNER              | –                | 0,3               | –                                     |

Damit gewann bei der Bundestagswahl 2009 Carsten Linnemann das Direktmandat für die CDU im Wahlkreis Paderborn. Ute Berg (SPD) verlor ihren Sitz im Bundestag, da ihr Platz 17 auf der nordrhein-westfälischen Landesliste der SPD nicht für den erneuten Einzug in den Bundestag ausreichte.

### Bundestagswahl 2005
| Direktkandidat     | Partei               | Erststimmen in % | Zweitstimmen in % | Bundestagswahl 2002 Zweitstimmen in % |
| ------------------ | -------------------- | ---------------- | ----------------- | ------------------------------------- |
| Ute Berg           | SPD                  | 31,4             | 27,6              | 29,5                                  |
| Gerhard Wächter    | CDU                  | 54,9             | 49,9              | 51,8                                  |
| Heinrich Heineke   | FDP                  | 4,4              | 10,1              | 8,6                                   |
| Klaus Schröder     | GRÜNE                | 3,9              | 5,7               | 6,6                                   |
| Reinhard Borgmeier | Die Linke.           | 3,2              | 3,7               | 0,8                                   |
| –                  | REP                  | –                | 0,3               | 0,3                                   |
| –                  | Die Tierschutzpartei | –                | 0,3               | 0,2                                   |
| Tobias Heinekamp   | NPD                  | 0,9              | 0,8               | 0,1                                   |
| Eva Maria Gockel   | Familie              | 1,2              | 0,8               | 0,3                                   |
| –                  | GRAUE                | –                | 0,2               | 0,1                                   |
| –                  | PBC                  | –                | 0,4               | 0,1                                   |
| –                  | Zentrum              | –                | 0,0               | 0,0                                   |
| –                  | BüSo                 | –                | 0,0               | 0,0                                   |
| –                  | Deutschland          | –                | 0,1               | –                                     |
| –                  | MLPD                 | –                | 0,0               | –                                     |
| –                  | PSG                  | –                | 0,0               | –                                     |

Ute Berg war über die Landesliste der SPD abgesichert und zog ebenfalls in den Bundestag ein.